# Olivença, Alagoas
Olivença este un oraș în statul Alagoas (AL) din Brazilia.